# Żuków (województwo lubuskie)
Żuków – wieś w Polsce położona w województwie lubuskim, w powiecie nowosolskim, w gminie Nowe Miasteczko.
W latach 1975–1998 miejscowość należała administracyjnie do województwa zielonogórskiego.

## Nazwa
Nazwa pochodzi od polskiego określenia oznaczającego brak wody - "suchości". Niemiecki językoznawca Heinrich Adamy w swoim dziele o nazwach miejscowych na Śląsku wydanym w 1888 roku we Wrocławiu wymienia najstarszą nazwę miejscowości w polskiej formie "Suchów. Zucków" tłumacząc jej znaczenie "Trockenfeld" czyli po polsku "suche pole". Nazwa została później fonetycznie zgermanizowana przez Niemców na Suckau w wyniku czego utraciła swoje pierwotne znaczenie. Polska administracja spolonizowała tę zgermanizowaną nazwę na obecną Żuków, w wyniku czego nie wiąże się już ona z pierwszym znaczeniem.
W 1295 w kronice łacińskiej Liber fundationis episcopatus Vratislaviensis (pol. "Księdze uposażeń biskupstwa wrocławskiego") miejscowość wymieniona jest w zlatynizowanej formie Zuchowo.

## Demografia
Liczba mieszkańców miejscowości w poszczególnych latach:
| Rok  | Ilość mieszkańców |
| ---- | ----------------- |
| 1998 | 258               |
| 2002 | 248               |
| 2009 | 261               |
| 2011 | 265               |
| 2021 | 251               |